# Бур'янов Андрій Тадеєвич
Андрій Тадеєвич Бурьянов (рос. Андрей Фаддеевич Бурьянов; прізвище при народження - Бур'ян; 25 листопада 1880 — 16 листопада 1919) — токар з обробки металу, меншовик, послідовник Плеханова, депутат Державної думи IV скликання від Таврійської губернії.

## Життєпис
За соціальним станом походив із селян Лебединського волості Лебединського повіту Харківської губернії. Уродженець Лебедина. Народився в сім'ї селянина Тадея Івановича Бур'яна та його дружини Євдокії Миколаївни. Початкову освіту здобув у домашніх умовах. Працював токарем по металу на «Азово-Чорноморському заводі» у Бердянську Таврійської губернії. Місячний заробіток становив понад 100 рублів. Член РСДРП, меншовик з 1904 року. Наприкінці 1907 року заарештований у Києві за участь у південно-російській конференції РСДРП та належність до партії, і засуджений Київською судовою палатою до 2 років ув'язнення за обвинуваченням за 2 частиною 132 статті Кримінального Уложення. Відбував термін у Київському Централі. Звільнився у травні 1910 року. Незабаром після звільнення одружився з сільською вчителькою з Бердянська Єфросинії Антонівною Самойловою, знайомою йому з партійної роботи. На час виборів у Думу остаточно закріпився зросійщений варіант написання його прізвища «Бурьянов».
25 жовтня 1912 р. обраний до Державної думи IV скликання від загального складу виборщиків Таврійських губернських виборчих зборів. Увійшов до складу соціал-демократичної фракції. Член думських комісій: з народної освіти; для розгляду законопроєкту про перетворення поліції в Російській імперії; щодо запитів; про народне здоров'я; з робітничого питання. Був усунений від роботи в Думі на 15 засідань на підставі статті 38 закону про заснування Державної Думи. 1913 року в Києві був затриманий, але відпущений внаслідок депутатського імунітету.
Від осені 1913 року, після розколу фракції, він став безпартійним депутатом, не бажаючи об'єднуватися ані з більшовиками, ані з меншовиками. Його вихід із фракції на знак протесту проти її розколу гаряче підтримав Георгій Плеханов. Бур'янов був одним з ініціаторів створення групи «Єдність». 24 січня 1914 року Бур'янов писав Плеханову, що після закриття «Новой рабочей газеты» йому ніде висловлюватися у полеміці з меншовиками-ліквідаторами. Для цього він запропонував видавати щотижневу (або раз на два тижні) газету «Єдність». Вийшло три номери. Бракувало грошей, виникали конфлікти з постачальниками паперу та власником друкарні. У травні 1914 року в Бур'янова стався перший нервовий зрив, обтяжений туберкульозом, отриманим у в'язниці. 14 травня він писав Плеханову: «…Я зовсім розхитався: вночі йде кров з носа; сьогодні після Вашого листа нервував до сліз. Досить з мене. Знайдуться сильніші за мене, які не помітять мого відходу з передових постів… Мені тепер якраз піти дорогою Малиновського…». У липні 1915 — березні 1916 року Бур'янов під впливом Плеханова виступав у Думі за оборону. 1914 року — меншовик-партієць. Під час Першої світової війни був прихильником оборонства. Навесні 1916 року проти Бур'янова порушено дві справи за ст. 1534 Положення за образу батька та матері. За ухвалою Сумського окружного суду щодо Лебединського повіту від 23 серпня 1916 року та Харківської судової палати від 10 серпня 1916 року провадження цих справ припинено у зв'язку з примиренням сторін. Наприкінці 1916 року вступив у Прогресивний блок.
У грудні 1916 року Бур’янов зробив виступ у думі, під час якоговиявив особливу критичність до влади, назвавши дії таврійського губернатора М. Княжевича «протекцією, кумівством та зловживанням» через махінації з видачею дозволів на вивіз зерна. Бур'янов стверджував, що в умовах війни та неспроможності влади вирішувати нагальні проблеми, уряд може стати лише «відповідальним громадським міністерством». Представники правого крила у відповідь на його промову висміювали його, звинувачуючи в «поганій грамотності» та нездатності читати, що свідчить про гостру полеміку в Думі.
У лютому 1917 був на батьківщині, наприкінці березня (у 20-х числах) 1917 року направив телеграму Київській Раді робітничих депутатів із пропозицією вимагати від Тимчасового уряду «на користь революції та демократичного контролю» включення до нього Георгія Плеханова як міністра без портфеля. 6 квітня 1917 року газета «Бердянські новини» повідомляла, що депутат Державної Думи Андрій Бур'янов, який перебуває в Бердянську, не зможе виступити на мітингу, оскільки через виступ у казармах Павловського полку «він зовсім втратив здатність говорити». 12 квітня 1917 року Бур'янов, за повідомленням місцевих газет, виїхав до Петрограда. Але до місця призначення він не доїхав, у травні 1917 року дружина звернулася до Думи з проханням надати Бур'янову відпустку, оскільки сам він подати заяву не може, перебуваючи «на лікуванні в Харкові в губернській земській лікарні у відділенні душевнохворих». 5 вересня 1917 р. Бур'янов особисто звернувся до Думи з Бердянська Таврійської губернії з повідомленням про свою хворобу і у зв'язку з цим з проханням про складання депутатських повноважень і вихід з партії.
16 листопада 1919 року Бур'янов помер, за спогадами сім'ї, від туберкульозу легенів, але, судячи з друку на свідоцтві про смерть, у психіатричному відділенні Харківської лікарні.

## Сім'я
- Дружина — Єфросинья Антонівна Бур'янова, уроджена Самойлова (1889—1965), сільська вчителька, згодом лікарка[2][6].
  - Дочка — Олена (1913—1985), одружена з Героєм Радянського Союзу (1942), підводником, капітаном 2-го рангу Ізраїлем Фісановичем[6].
  - Син — Всеволод (1915—2002)[6], підводник, капітан 2-го рангу[7]

.

## Адреси
- 1915—1917 — Петроград, Суворовський проспект 37, кв. 4[6].

## У мистецтві
Згадується в «Марсельєзі оборонців», пародійному творі робітника Івана Логінова на мотив Робочої Марсельєзи, популярному в колах есдеків-інтернаціоналістів під час Першої світової війни:
Вставай, підіймайся, есдек-патріот,
Вставай на врага-іноземця
І бий пролетаря-німця.
Вперед, уперед, уперед!
Так кричать сам Георгій Плеханов,
Гендерсон, Біссолаті та Гед,
У Державній думі Бур'янов: Підспівує їм дружно у відповідь:
(повтор приспіву)

### Архіви
- Російський державний історичний архів. Фонд 1278. Опис 9. Справа 109.